# 쌍갑포차
《쌍갑포차》는 배혜수 작가가 의해 다음웹툰에서 매주 수요일에 연재했던 대한민국의 웹툰이다. 2016년에 연재를 시작하여, 현재까지 연재 중이다.
2017년 대한민국 만화대상 우수상을 수상하였다.

## 줄거리
늦은 밤, 낯선 곳에 나타난 의문의 포장마차. 그 곳에서 일어나는 이야기들의 모습을 그린다.

## 등장 인물
흔히 등장 인물이 나오지 않기 때문에, 옴니버스 형식으로 구성되었다.
- 월주(쌍갑포차 주인), 오삼관, 채덕형
- 돼지뒷고기 숯불구이 편(미란)
- 간고등어 연탄구이 편(안동댁, 이순화, 은수, 고동길)
- 광어회와 묵은지 편(리스)
- 박속낙지탕 편(민수, 이끝순, 고유미)
- 숯불꼬치구이 편(고유미)
- 생굴 편(석철, 수오, 옥희, 영지, 할머니)
- 짬뽕국물 편
- 불낙지와 콩나물 편
- 달걀말이 편
- 문어 숙회 편
- 두부찌개 편
- 빈 상 편
- 옥춘 편
- 고구마 맛탕 편(채덕형

## 에피소드
| 화차        | 일자 (다음 웹툰 기준)  | 부제 이름            | 비고         |
| ----------- | ---------------------- | -------------------- | ------------ |
| 1 ~ 4화     | 2016.6.1 ~ 6.22        | 돼지 뒷고기 숯불구이 |              |
| 5 ~ 8화     | 2016.6.29 ~ 7.20       | 간고등어와 연탄구이  |              |
| 9 ~ 12화    | 2016.7.27 ~ 8.17       | 광어회와 묵은지      |              |
| 13 ~ 16화   | 2016.8.24 ~ 9.13       | 박속 낙지탕          |              |
| 17 ~ 18화   | 2016.9.20 ~ 9.27       | 숯불 꼬치구이        |              |
| 19 ~ 26화   | 2016.10.4 ~ 11.23      | 생굴                 |              |
| 27 ~ 33화   | 2017.2.1 ~ 3.15        | 짬뽕국물             | 세달간 휴재. |
| 34 ~ 42화   | 2017.3.22 ~ 5.17       | 불낙지와 콩나물      |              |
| 43 ~ 53화   | 2017.5.24 ~ 8.2        | 달걀말이             |              |
| 54 ~ 66화   | 2017.9.13 ~ 12.6       | 문어숙희             | 한달간 휴재. |
| 67 ~ 82화   | 2017.12.13 ~ 2018.3.28 | 두부찌개             |              |
| 83 ~ 91화   | 2018.5.30 ~ 7.25       | 빈 상                |              |
| 92 ~ 122화  | 2018.8.1 ~ 2019.3.6    | 옥춘                 |              |
| 123 ~ 136화 | 2019.3.13 ~ 6.12       | 고구마 맛탕          |              |
| 137 ~ 153화 | 2019.6.19 ~ 10.9       | 무과수 통조림        |              |
| 154 ~ 170화 | 2019.10.16 ~ 2020.2.5  | 수라상               |              |
| 171 ~ 193화 | 2020.4.29 ~ 2020.9.30  | 약과                 | 두달간 휴재  |
| 194 ~ 217화 | 2020.10.7 ~ 2021.3.17  | 국수                 |              |
| 218화 ~     | 2021.3.24 ~ 현재       | 조기구이             |              |

## 가공의 등장물
- 쌍갑포차 : 포장마차
- 갑(甲)이슬 : 소주 브랜드

## 단행본
이야기숲 설림에서 나온 《쌍갑포차》의 단행본은 11권으로 편집되어 나왔다.
- 《쌍갑포차》 1권 ISBN 9791196204914
- 《쌍갑포차》 2권 ISBN 9791196204921
- 《쌍갑포차》 3권 ISBN 9791196204938
- 《쌍갑포차》 4권 ISBN 9791196204945
- 《쌍갑포차》 5권 ISBN 9791196204969
- 《쌍갑포차》 6권 ISBN 9791196204976
- 《쌍갑포차》 7권 ISBN 9791196204983
- 《쌍갑포차》 8권 ISBN 9791196204990
- 《쌍갑포차》 9권 ISBN 9791196204907
- 《쌍갑포차》 10권 ISBN 9791190333009
- 《쌍갑포차》 11권 ISBN 9791190333016

## 드라마화
- JTBC 《쌍갑포차》 (실사판, 2020년)